# أبو الحسن البكري
تاج العارفين أبو الحسن محمد بن محمد بن عبد الرحمن البكري الصديقي (899 هـ - 952 هـ / 1493م - 1545م)، عالم مسلم مصري من القرن العاشر الهجري/ السادس عشر الميلادي. ولد بالقاهرة ونشأ بها وكان يقيم عاماً بمصر وعاماً بمكة. هو مفسر ومحدث ومتصوّف وناظم ومن علماء الشافعية في عصره. له تصانيف كثيرة منها تسهيل السبيل في تفسير القرآن.

## سيرته
هو محمد بن محمد بن عبد الرحمن بن أحمد بن محمد بن أحمد بن محمد بن عوض بن عبد الخالق، أبو الحسن البكري الصديقي، ولد بالقاهرة سنة 899 هـ/ 1493 م. كان يقيم عاماً بمصر وعاماً بمكة ويقول ابن العماد الحنبلي في شذرات الذهب أنه أول من حجّ من علماء مصر في محفة ثم تبعه الناس وكان له الإقبال العظيم من الخاص والعام، وشاع ذكره في أقطار الأرض مع صغر سنّه. 

أخذ علوم والتصوف عن جماعة من الأعيان منهم زكريا السنيكي الأنصاري وبرهان الدين بن أبي شريف. اشتهر وصار يلقي في الجامع الأزهر دروساً في التفسير والتصوف. عاش في عصر نهاية الدولة المملوكية وبداية العثمانية في مصر والحجاز. 

توفي في القاهرة سنة 952 هـ/ 1545 م.

## مؤلفاته
له تصانيف كثيرة منها الأجوبة عن الأسئلة لابن عبد السلام كما له في التفسير بعض من المفصل من السور، تنقسم مؤلّفاته إلى تفاسير ثلاثة أصغر وأوسط وكبير، وشروح على المنهاج وشروح على الإرشاد، وعدة متون في الفقه، وعدة رسال في التصوف وشرح الروض والعباب وغير ذلك مما كمل وما لم يكمل. وقد فاق أهل عصره في كثرة التصانيف، يساويه السيوطي في هذا المجال:
- تسهيل السبيل في معاني التنزيل، في تفسير القرآن ويمسى تفسير الكبرى، منه نسخة في دار الكتب المصرية برقم 33 تفسير. جاء في نهايتها بخط والده محمد بن عبد الرحمن (817- 891) "وأعلم أن مؤلف هذا التفسير... ولدي... أبو الحسن محمد البكري...وكتب ذلك الفقير....محمد جلال الدين البكري."
- التفسير البكري
- شرح العباب، للمزجد
- شرح منهاج النووي
- تحفة واهب المواهب في بيان المقامات والمراتب، في التصوف
- الدرة المكللة في فتح مكة المبجلة (أو الدرة المكللة في فتح مكة المشرفة المبجلة)، نظم.
- عقد الجواهر البهية في الصلاة على خير البرية
- إرشاد الزائرين لحبيب رب العالمين
- الأحاديث المحذرات من شرب المسكرات
- بشری العباد بفضل الرباط والجهاد
- تأدية الأمانة في قوله تعالى إنا عرضنا الأمانة
- تجديد الأفراح بفضائل النكاح
- تحذير أهل الآخرة من دار الدنيا الدائرة
- تحفة السالك لأشرف المسالك
- تحفة العجلان في فضائل عثمان بن عفان
- ترتيب السور وتركيب الصور
- الجوهر الثمين من كلام سيد المرسلين
- حزب الأنوار
- حسن الإصابة في فضل الصحابة
- حقائق فضل المألوف الواردة على ترتيب الحروف
- حقائق الكمالات
- الروض الأنيق في فضل أبي بكر الصديق
- شرف الفقراء وبيان أنهم الأمراء
- طلبة الفقير المحتاج يتوجه به ليلة المعراج
- غاية الطب في فضل العرب
- الفتح القريب بفضل لكبر والمشيب
- محاسن الإفادة في أحاديث العبادة
- محو الأوزار بفضل الاستغفار
- المقصد السامي القدر فيما يدعو به الداعي ليلة القدر
- ملاذ أهل الإيقان عند حوادث الزمان
- المنح المبين القوي في المولد النبوي
- موقظ الوسنان من السنة في دعاء آخر السنة
- نزهة الأبصار بفضائل الأنصار
- النظر الثاقب فيما لقريش من المناقب
- النفحات للأموات
- فاتحة في التوسل للوهاب بسورة الفاتحة
- نوافع المسك الختام بالتوسل بأشهر العام
- نهاية الأفضال في تشريف الآل
- الواضح الوجيز في تفسير القرآن العزيز
- المورد المورود لمشرع السنة في دعاء أول السنة
- هطال وابل التعرف والامتناع من شهر شعبان